# Läplantering
Läplantering innebär plantering av träd och buskar till skydd mot starka och kalla vindar. Den görs helst av barrträd, eftersom sådana lämnar skydd även under vintern. På ställen, som är mest utsatta för blåst, används åtminstone ytterst mot vindsidan sådana träd som bergfur (Pinus montana) eller vitgran (Picea alla). Bland lövbärande träd och buskar, som bäst tål stark blåst, märks hagtorn, oxel och avenbok, vidare alm och bok. En högre häck av någon bland ovannämnda växter
kan tjänstgöra som läplantering, men i vanliga fall upptar läplanteringen en bredare remsa, ej tätare planterad än att varje träd eller buske får plats att utveckla grenar åt alla håll.